# Sân bay Baruunturuun
Sân bay Baruunturuun là một sân bay công cộng nằm tại Baruunturuun, thủ phủ tỉnh Uvs tại Mông Cổ.